# Gato egeu

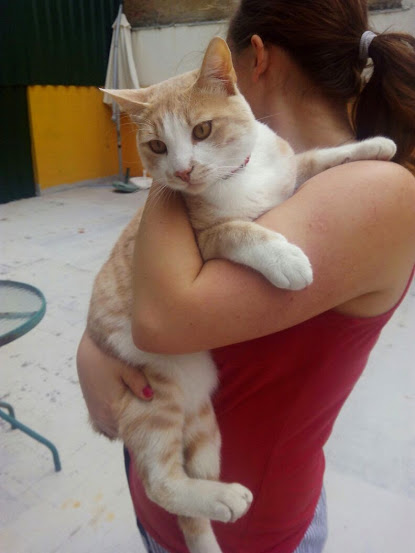
Aos 7 meses de idade o domesticado gatinho egeu pode atingir o tamanho e estatura de seus colegas europeus.

O Gato egeu (em grego: γάτα του Αιγαίου) é uma raça primitiva de gato doméstico originário das Ilhas Cíclades, na Grécia. O desenvolvimento do Gato Egeu como uma raça começou no início dos anos de 1990 pelos novatos criadores do cat fancy (em português Gatofilia Grega), mas a variedade da raça ainda não foi reconhecida por nenhuma grande organização criadora. Ela é considerada como sendo a única variedade nativa grega de gato.

## História
O gato egeu, como o próprio nome sugere, é originário das ilhas Cíclades, no Mar Egeu, onde eles vivem como gatos de raça primitiva natural. Eles são considerados comuns, como os demais gatos selvagens na Grécia, onde eles são encontrados entre os portos de pesca pedindo por comida. Os Gatos Egeus, são considerados um patrimônio nacional.

## Gato egeu como animal de estimação
Apesar de o gato Egeu começar só muito recentemente a ser criado, de forma sistemática, foi domesticada há séculos e, portanto, adaptou-se muito bem aos humanos. É um animal de estimação sociável e muito tolerante. Estes gatos vivem em apartamentos sem quaisquer problemas. São inteligentes, ativos, alegres e muito comunicativos também, não hesitam em chamar a atenção de uma pessoa.

## Características do Gato Egeu
Gatos Egeu são de médio porte, musculoso, de pêlo semi-longo . A pelagem pode ser bicolor ou tricolor; uma das cores predominantes é sempre branco, sem sinais de amarelamento e ocupa entre 1/3 e 2/3 do corpo. Outras cores podem ser preto, vermelho, azul, creme, sendo ou não malhado. As patas são de tamanho médio em tamanho e têm uma forma redonda. As orelhas têm uma base larga e pontas arredondadas e são cobertas por pêlos. Os olhos têm uma forma amendoada e sua cor pode ser qualquer tom de verde.
Gatos Egeu são conhecidos por sua afinidade com a água e pesca. Devido à maneira que eles desenvolveram, gatos Egeu são livres da maioria das doenças genéticas felinas.